# Affaire Florence Cassez

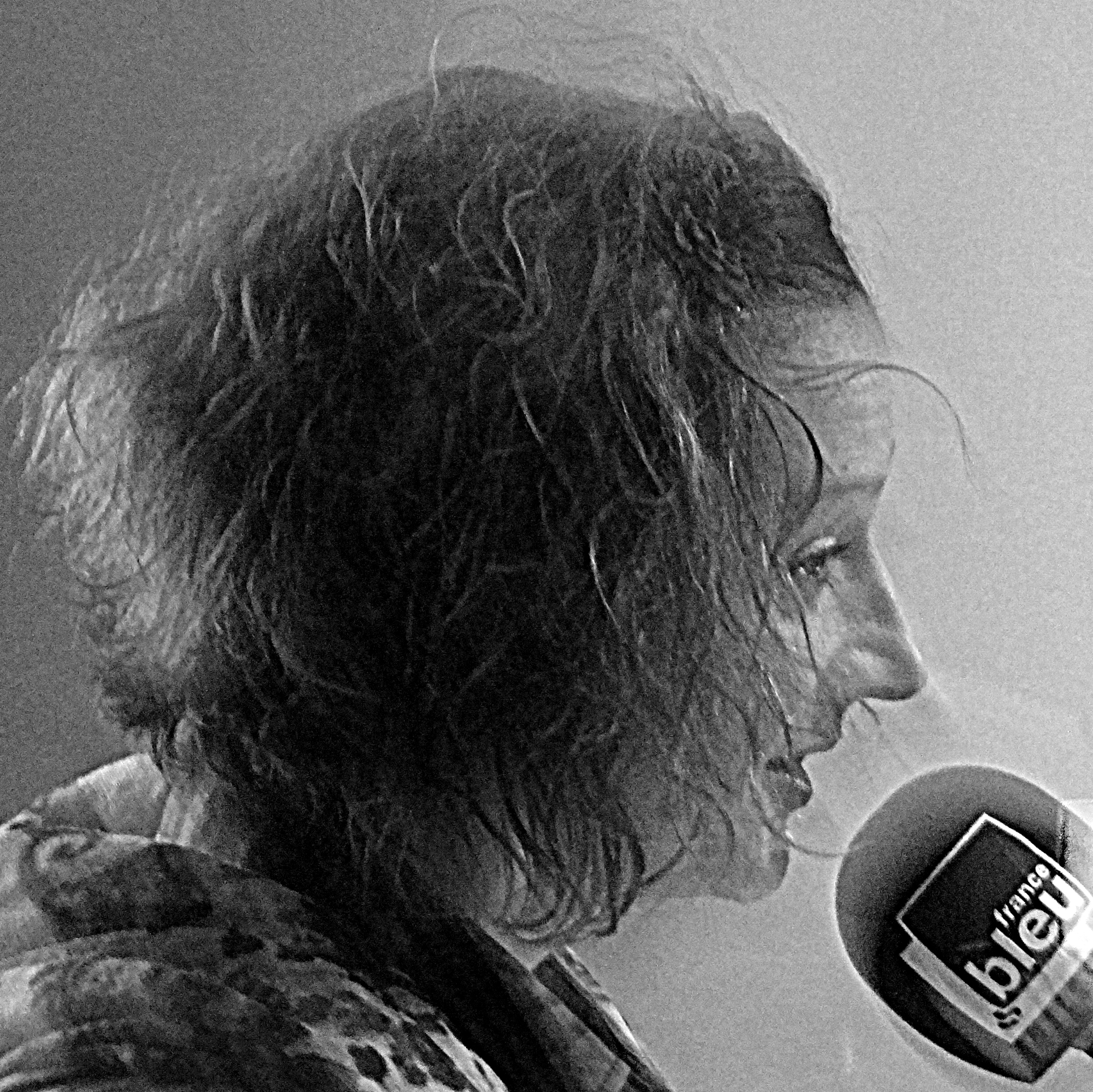
Florence Cassez dans l'émission Rencontre en Nord sur France Bleu Nord en 2014.

Pour les articles homonymes, voir Cassez.
L'affaire Florence Cassez concerne l'arrestation et la détention au Mexique d'une ressortissante française, ainsi que de son compagnon mexicain. Arrêtée en 2005, Florence Cassez est alors accusée d'enlèvement, séquestration, délinquance organisée et possession d'armes à feu et de munitions à l'usage exclusif des forces armées, et condamnée à 96 ans de prison par la justice de ce pays en 2008 (peine réduite en appel en 2009 à 60 ans de prison). Florence Cassez est libérée le 23 janvier 2013 à la suite de l'annulation de sa condamnation par la Cour suprême du Mexique. Son compagnon de l'époque, Israel Vallarta Cisneros, est quant à lui libéré le 1er août 2025.
Les déboires judiciaires de la Française avaient suscité une très vive émotion au sein d'une partie de l'opinion publique mexicaine, ainsi qu'une polémique entre la France et le Mexique : l'attitude et les interventions publiques de personnalités politiques françaises, au premier rang desquelles Nicolas Sarkozy, alors président de la République, avaient été critiquées en retour par une partie de la société civile et des responsables politiques mexicains.

## Protagonistes
Florence Marie Louise Cassez Crépin, née à Beuvry (Pas-de-Calais) le 17 novembre 1974, est la fille de Bernard Cassez, patron d'une petite entreprise de textile, et de Charlotte Crépin,. En 2003, Florence Cassez quitte son emploi de directrice d'une boutique Eurodif à Calais et se rend au Mexique, où son frère Sébastien s'est installé et a créé Sistemas de Salud y Belleza, entreprise de distribution d'appareils esthétiques et médicaux.
En octobre 2004, Florence Cassez rencontre Israel Vallarta Cisneros par l'intermédiaire de Sébastien. À son arrestation, il reconnaît sous la torture dix enlèvements et un meurtre, et est présenté comme le ravisseur en chef de la bande des « Zodiaque » (« Los Zodiacos ») : il n'a jamais été jugé pour les faits qui lui sont reprochés. Elle le présente à ses parents lors de leur visite au Mexique. En avril 2005, Florence Cassez se sépare d'Israel Vallarta Cisneros, retourne en France mais ne trouve pas de travail, si bien qu'elle revient au Mexique ; elle vit chez Israel de septembre à décembre.
Cependant, les affaires de Sébastien Cassez ne vont pas très bien et des dissensions apparaissent avec son associé, Edouardo Cuauhtémoc Margolis Sobol, un Mexicain d’origine libanaise de confession juive, représentant de nombreuses sociétés israéliennes au Mexique, dont des entreprises d’armement et d’équipement pour les forces militaires et policières. Il est également propriétaire de sociétés de protection et de surveillance à Mexico,. Par ses relations d'affaires, Margolis entretient d'excellents rapports avec Genaro García Luna, directeur de l'« Agence fédérale d'investigation » (Agencia Federal de Investigación, ou AFI) et Luis Cárdenas Palomino, chef de la division sécurité régionale de la police fédérale (donc adjoint de García Luna), qui sera chargé de mener l'enquête contre le gang des « Zodiaque ».
Pour Sébastien, l'homme d'affaires a profité de cette situation pour le menacer lui et son entourage. Florence Cassez aurait donc été la victime d'un complot ourdi par les trois hommes, qui auraient ainsi profité de la relation que celle-ci entretenait avec le chef du gang supposé pour atteindre personnellement son frère.

## Arrestation controversée (2005)
Le 8 décembre 2005, considérée comme la complice d'Israel Vallarta Cisneros, Florence Cassez est arrêtée en compagnie de celui-ci en milieu de journée à bord d'une camionnette transportant des affaires lui appartenant, sur une autoroute à une cinquantaine de kilomètres de Mexico. La police met en scène son arrestation pour deux chaînes de télévision (TV Azteca et Televisa) le matin du 9 décembre 2005 au ranch de Vallarta Cisneros, situé au sud de la capitale, sur la route de Cuernavaca, au kilomètre 29,5, à une heure de route du centre-ville de Mexico. La police fait passer auprès des médias l'arrestation mise en scène et filmée pour un flagrant délit et une opération de sauvetage, trois personnes enlevées étant retrouvées sur les lieux : Ezequiel Yadir Elizalde Flores, Cristina Ríos Valladares et son fils âgé de 10 ans, Cristian.
Le 11 février 2006, Florence Cassez témoigne en direct de sa prison dans l'émission de Denise Maerker, Punto de Partida, sur la chaîne Televisa, et dénonce le montage de son arrestation en accusant Genaro García Luna (et son adjoint Luis Cárdenas Palomino) d'en être les auteurs. Deux mois plus tard, dans la même émission, García Luna reconnaît en direct la mise en scène,, s'en explique et ajoute qu'il s'agissait « d'une reconstitution demandée par les médias et que cet élément ne sera pas pris en compte lors du procès de la Française ». Version formellement démentie par Carlos Loret de Mola, présentateur vedette de la chaîne Televisa, qui affirme avoir été manipulé par les autorités sur lesquelles il rejette toute la responsabilité de la mise en scène.
Pour ses avocats et selon la loi mexicaine, Florence Cassez aurait dû être présentée au parquet dans les deux heures ayant suivi sa véritable arrestation,.
Selon Juan Manuel Magaña, l’ancien responsable de l’information de l’émission Primero Noticias de Televisa [dans laquelle fut diffusée la fausse arrestation de la Française], souligne que « les affaires policières qui passent à la télévision ne sont jamais médiatisées uniquement pour des raisons journalistiques. Quand l’affaire Florence Cassez a commencé, le scandale du moment mettait en cause Marta Sahagún [la seconde femme du président de l’époque, Vicente Fox] et le trafic d’influence de ses fils, qui faisaient l’objet d’une enquête lancée par la Chambre des députés. »

## Accusation et défense
L'accusation présente Florence Cassez comme faisant partie de la bande du « Zodiaque », et souligne qu'elle avait été arrêtée en compagnie d'Israel Vallarta Cisneros, chef de cette bande de ravisseurs, qui était vraisemblablement son petit ami, et avec lequel elle vivait depuis plusieurs mois dans le ranch de Las Chinitas où se trouvaient, selon la police et la justice, les personnes enlevées. Pour la défense, au moment des faits, Florence Cassez travaillait au Fiesta Americana, un hôtel de Chapultepec, ville située au sud-ouest de Mexico, à plus de deux heures de route du ranch. Au regard de ses horaires de travail, elle ne pouvait matériellement pas être dans les deux endroits à la fois. Si elle s'est trouvée sur les lieux, c’est parce qu’elle louait un appartement dans le centre-ville de la capitale et souhaitait récupérer des meubles chez Vallarta Cisneros,.
Des trois personnes enlevées retrouvées sur les lieux, Ezequiel Yadir Elizalde Flores reconnaît Florence Cassez lors des confrontations, tandis que les deux autres victimes la reconnaissent mais seulement après son intervention télévisée, soit trois mois plus tard. Ces deux victimes n'ont pas vu les visages de leurs ravisseurs, qui se masquaient en leur présence ; pourtant, elles identifient formellement Florence Cassez par plusieurs signes distinctifs, dont sa voix, son accent français, sa peau et ses cheveux. Néanmoins, le jeune Cristian explique se souvenir avoir reconnu la voix d’un de ses cousins, nommés Edgar. Or ce dernier est aussi le cousin des frères Rueda Cacho, déjà impliqués dans des affaires d’enlèvements, mais cette piste n'a pas été suivie par la police. D'autre part, les déclarations de Cristina Ríos Valladares évoluent vers une inculpation de Florence Cassez.
Selon les correspondants de la presse française au Mexique, trois jours après la révélation de la manipulation au grand public, les victimes auraient rencontré la police durant quatre heures au siège des forces spéciales sans qu'aucun procès-verbal ne rende compte de ces auditions. Le 14 février 2006, les victimes enregistrent une vidéo dans laquelle elles reviennent radicalement sur la première version donnée le jour du montage, leur témoignage étant cette fois-ci à charge contre Florence Cassez,.
Lors du procès, les juges décident de prendre seulement en compte les déclarations ultérieures des victimes, accusant Florence Cassez.
Cristina Ríos Valladares, enlevée le 19 octobre 2005 avec son mari et leur fils, et séquestrée avec son fils, pendant 52 jours jusqu'au 9 décembre 2005, publie le 13 juin 2008 dans le quotidien La Jornada une lettre ouverte « à l'opinion publique », où elle déclare que son fils et elle reconnaissent Florence Cassez comme leur ravisseuse grâce à sa voix et son accent et que cette dernière a extrait du sang de l'enfant pour l'envoyer au père et a menacé la mère de la tuer. Selon elle, l'effervescence médiatique autour du cas de Florence Cassez met de nouveau en danger sa famille.
En revanche, le témoignage d'Ezequiel Elizalde est fragilisé quand il est établi, après expertise médicale, que la tache qu'il présentait comme preuve de l'administration d'une piqûre d'anesthésiant que lui aurait administrée la Française pour lui couper le doigt s'avère être une tache de naissance,.
Depuis son arrestation, Florence Cassez nie être la complice de Vallarta Cisneros, qui la disculpe d'ailleurs. Selon elle, il était simple revendeur de voitures et elle n'a jamais vu de personnes séquestrées au ranch. Son avocat évoque un montage dans lequel serait impliqué Eduardo Margolis (qui aurait été également en affaires avec Vallarta avant d'entrer en conflit avec lui), une hypothèse évoquée dans l'hebdomadaire mexicain d'investigation Proceso.
Un couple, Alma et Ángel, tenant un restaurant à quelques kilomètres du ranch, qui en détenait les clés et s'y rendait parfois, déclare n'avoir pas vu de personnes enlevées au ranch la veille de l'arrestation,.
Me Frank Berton incrimine Lupita, la sœur d'Israel Vallarta Cisneros, comme coauteur des enlèvements et affirme que celle-ci n'est pas inquiétée par la police mexicaine. Les trois victimes ont reconnu immédiatement la maison où vivait Lupita et son compagnon Alejandro Mejía Guevara à Xochimilco comme leur premier lieu de détention ; Valeria Cheja Tinajero, une jeune étudiante, y avait été également séquestrée entre fin août et début septembre 2005, à une période où Florence vivait chez ses parents à Béthune. Depuis, Lupita a disparu. La police a réalisé une perquisition chez cette dernière le 28 décembre 2005, durant laquelle elle aurait trouvé les papiers d'identités de certaines victimes, dont celle d'Ezequiel Elizalde,. Elle n'a jamais été convoquée par le juge chargé de l'affaire, ni inquiétée par la police.

## Condamnations

### Première condamnation (2008)
Le procès de Florence Cassez se tient durant 18 mois du 15 février 2006, jour de la première audience, à octobre 2007.
À l'issue du procès, Florence Cassez est condamnée le 25 avril 2008 à un total de 96 ans de prison : elle écope de 4 × 20 ans pour quatre enlèvements — la confusion de peines n'existe pas dans le droit mexicain —, huit ans pour association de malfaiteurs, quatre ans pour possession d'armes à l'usage exclusif des forces armées et quatre ans pour possession de munitions,.
Le 26 juin 2008, la Cour Suprême mexicaine rejette le pourvoi de Florence Cassez pour des raisons techniques car l'affaire a déjà été examinée par un juge puis un tribunal.
Sur intervention de Nicolas Sarkozy, Me Frank Berton, avocat dans l'affaire d'Outreau, est désigné en 2008 par la justice française pour suivre ce dossier,

### Condamnation en appel (2009)
Le 4 mars 2009, Florence Cassez obtient en appel une réduction de sa peine de 96 à 60 ans d'emprisonnement,.
Me Frank Berton accuse alors Genaro García Luna, devenu depuis Secrétaire de la Sécurité Publique en décembre 2006, d'être à l'origine de la condamnation de Florence Cassez, car il joue sa survie politique.
Me Berton incrimine la sœur d'Israel Vallarta Cisneros d'être coauteur des enlèvements et de ne pas être inquiétée par la police mexicaine.

## Intervention de la France

### Ébauche d'un transfèrement
Florence Cassez est emprisonnée au Mexique au Centro femenil de readaptación social de Tepepan au sud de Mexico. La France souhaite que Florence Cassez soit rapatriée.
Le 9 mars 2009, les associations des familles de victimes d'enlèvements disent vouloir que Florence Cassez purge sa peine au Mexique. Le site Web Sedcontra.fr publie, dans son no 47 de mars 2009, une tribune d'Emmanuel Barbier titrée « Une manipulation exemplaire, cautionnée par le Président », accusant la presse française et le président Sarkozy de soutenir Florence Cassez malgré les éléments de culpabilité, comme le témoignage de Cristina Ríos Valladares.
Devant le Sénat mexicain réuni en session extraordinaire, Nicolas Sarkozy réclame le transfèrement de Florence Cassez, malgré la demande du gouvernement mexicain de ne pas évoquer ce sujet controversé devant la représentation nationale. Le 9 mars 2009, en clôture de la visite officielle du président français au Mexique, les présidents français et mexicain (Felipe Calderón Hinojosa), donnent une conférence de presse commune afin d'évoquer les questions bilatérales. Ils annoncent notamment la création d'une « commission binationale » (selon les termes employés par les médias mexicains) ou « groupe de travail juridique franco-mexicain » (selon les termes employés par les médias français), groupe qui, selon les termes employés par Nicolas Sarkozy, « se donnera trois semaines pour trouver une solution qui permette de préserver les intérêts de la justice mexicaine, de la justice française, les intérêts des victimes et le droit de chacun, même s'il a été condamné, à se voir respecter dans l'application des droits qui sont les siens » et aura pour tâche d'examiner la portée de la Convention sur le transfèrement des personnes condamnées ouverte à la signature à Strasbourg le 21 mars 1983.
Du côté français, la convention sur le transfèrement des personnes condamnées (conclue à Strasbourg le 21 mars 1983) a été signée le 27 avril 1983, ratifiée le 11 février 1985 et est entrée en vigueur le 1er juillet 1985, tandis que le Mexique, État non membre du Conseil de l'Europe, a adhéré à la convention le 13 juillet 2007 et que celle-ci y est entrée en vigueur le 1er novembre 2007 :
- le texte français de la Convention sur le transfèrement des personnes condamnées[43], appelé également « Convention de Strasbourg » du 21 mars 1983 ;
- l'état des signatures et ratifications[42] ;
- le répertoire consacré à cette convention[44].

Pour le gouvernement du Mexique, l’étude du dossier a pris fin après un examen effectué durant plus de trois mois par les juristes de la Commission binationale, où il a été conclu que les conditions permettant de donner un accord pour le transfèrement de Florence Cassez vers la France n’étaient pas réunies, pour différentes raisons : Il existe des différends importants entre les systèmes juridiques mexicain et français qui empêchent que Florence Cassez ne purge pleinement en France la peine prononcée par la justice mexicaine ; les réserves formulées par la France dans le paragraphe 3 de l’article 9 et dans le paragraphe 1er de l’article 10 de la Convention de Strasbourg ne permettent pas de garantir que Florence Cassez purgera la totalité de sa peine sur le territoire français ; ces réserves prévoient que, dans le cas où Florence Cassez serait transférée vers son pays d’origine, sa condamnation serait assujettie aux sentences des autorités judiciaires françaises quant aux modalités de son exécution, y compris la suspension et la réduction de celle-ci ; pour le Mexique, l’accomplissement de la totalité de la peine est une condition primordiale. En effet, la législation ne permet pas de libération anticipée ou de réduction de peine dans des cas de crimes comme celui de l’enlèvement.
S'agissant du protocole additionnel à la Convention sur le transfèrement des personnes condamnées, du 18 décembre 1997, celui-ci a été signé par la France le 10 février 1998, ratifié le 10 janvier 2006 et est entré en vigueur le 1er mai 2006, tandis que le Mexique n'a ni signé ni ratifié ce protocole jusqu'à présent, en plein droit en tant que pays souverain n'est donc pas engagé par cet accord international.

### Échec du transfert
Le 12 mars 2009, le président mexicain Felipe Calderón assure dans un entretien télévisé qu'il a demandé à Nicolas Sarkozy que la France s'engage à ce que la peine infligée à Florence Cassez par la justice mexicaine soit effectivement purgée — « J'ai dit clairement au président Sarkozy que la France doit nous garantir que cette femme ne profite pas de son transfert pour échapper à l'action de la justice mexicaine » — et souligne qu'il n'existe aucune garantie pour le moment qui justifierait que soit donnée l'autorisation de transfert en France de Florence Cassez — « Tant que ces garanties n'existent pas, nous n'accorderons évidemment pas cette autorisation (de transfèrement en France) ». Il y aurait eu des malentendus entre les deux pays relatifs à la négociation du transfèrement.
Le 12 avril 2009, l'avocat de Florence Cassez déclare qu'il est prêt à demander à la France de saisir la Cour internationale de justice (CIJ) à La Haye si le Mexique refusait le transfèrement de sa cliente, prévu selon lui par une convention internationale.
Le 23 juin 2009, Felipe Calderon annonce à la télévision mexicaine que Florence Cassez purgera sa peine (ramenée en appel à 60 ans de prison) au Mexique. Il indique de plus que les conditions qui lui permettraient d'être transférée ne sont pas réunies. Le 22 juillet 2009, il adresse une lettre au président français.

## Recours

### Développement: témoignage de David Orozco
En mai 2009, David Orozco, un des membres du gang des ravisseurs, est arrêté et affirme lors de l'enquête que Florence Cassez dirigeait la bande avec Israël Vallarta. Selon Orozco, Florence Cassez avait pour tâche de toucher les rançons et de préparer les enlèvements. Ces déclarations sont largement médiatisées. En juin 2010, selon l'AFP, David Orozco aurait déclaré devant le juge en 2009 que son témoignage à charge contre Florence Cassez et Israel Vallarta Cisneros a été recueilli par la police sous la torture. Néanmoins, ce fait n'a jamais été prouvé.
Il affirme désormais ne pas connaître les accusés. Cependant, son témoignage initial ne faisait pas partie des éléments de preuve considérés par les juges pour condamner Florence Cassez, et n'avait donc aucun poids juridique dans son dossier.

### Échec du premier recours en «amparo» (2010)
Le 30 août 2010, les avocats de Florence Cassez déposent un recours en amparo reposant sur 15 violations présumées de la Constitution et du Code pénal mexicain dénoncées par la Française.
Le 10 février 2011, le septième tribunal collégial en matière pénale du premier circuit statue sur ce recours. Il considère que les délits attribués à la plaignante ainsi que sa responsabilité pénale correspondante sont attestés. Pour cette raison, les magistrats fédéraux ratifient la sentence rendue par le Tribunal unitaire en matière pénale du District fédéral et déclarent non fondés les moyens avancés par la défense de Florence Cassez :
1. En ce qui concerne le moyen selon lequel il n’existerait pas de certitude sur le jour et le lieu de l’arrestation, le tribunal le considère comme non fondé dès lors que pendant sa première déclaration Florence Cassez ne manifesta pas avoir été arrêtée un jour avant ni avoir subi de pression pour s’auto-inculper, alors même qu’elle disposait d’un avocat et d’un interprète.
2. En ce qui concerne le moyen selon lequel Florence Cassez aurait été arrêtée de manière arbitraire, la sentence définitive signale qu’il y a bien eu flagrant délit au moment de son arrestation, dès lors qu’elle portait une arme à feu lorsqu’elle fut appréhendée en compagnie d’Israel Vallarta Cisneros.
3. En ce qui concerne le montage télévisé que réalisèrent les autorités fédérales pour annoncer l’arrestation d’Israel Vallarta Cisneros et de sa compagne Florence Cassez, les magistrats fédéraux considèrent que la sentence rendue par le tribunal de seconde instance ne tient pas compte des vidéos – se basant sur les témoignages des victimes – et que leur diffusion n’a pas affecté le déroulement du procès.
4. De même manière, est considéré comme non fondé le moyen introduit par Florence Cassez selon lequel elle n’avait pas été immédiatement mise à disposition du Ministère public, dès lors qu’au moment de sa capture, son amant Israel Vallarta Cisneros avait prévenu les autorités que les victimes de l’enlèvement risquaient leur vie si elles n’étaient pas libérées avant que soit rendu publique leur détention.
5. Enfin, dans son jugement, le tribunal collégial en matière pénale précise que ne furent pas violés les droits consulaires de Florence Cassez, dès lors que les autorités essayèrent bien d’avertir l’ambassade de France à Mexico de l’arrestation d’une citoyenne française, mais sans que personne leur réponde jamais au numéro indiqué à cet effet[55].

En conséquence, il décide de refuser l'amparo. Les voies de recours étant épuisées en droit mexicain, la peine à 60 ans de prison est confirmée.
Les trois magistrats ayant délibéré dans le cadre de ce recours sont :
- Ricardo Ojeda Bohórquez[57], président du tribunal collégial, docteur en droit de l'Université nationale autonome du Mexique (UNAM), juge fédéral depuis 1992 et magistrat de circuit depuis 1997 ;
- Carlos Hugo Luna Ramos[58], magistrat rapporteur, magistrat d'un tribunal de circuit depuis 1987 ;
- Manuel Bárcena Villanueava[59], spécialiste de droit pénal et constitutionnel, désigné magistrat de circuit en 2000 à travers un concours d'opposition.

Le tribunal fait paraître un compte rendu complet de la sentence du 10 février 2011, de 1 529 pages, à l'usage du public.

### Incident diplomatique subséquent (2011)
Après le verdict du 10 février 2011, Florian Blazy, second conseiller de l'ambassade de France au Mexique évoque l'objet de recours au niveau d'organismes internationaux.
À la suite de cette décision, la mère de Florence Cassez demande l'annulation de l'année du Mexique en France et « le boycott des destinations touristiques vers le Mexique ». La ministre des Affaires étrangères Michèle Alliot-Marie, parle de « véritable déni de justice » et annonce ne pas vouloir prendre part aux manifestations culturelles prévues. Florence Cassez souhaite le maintien de l'année du Mexique et qu'on profite de cette manifestation « pour parler de sa cause ».
L'attitude du gouvernement français, les interventions publiques de politiques, en particulier celles du président de la République française, Nicolas Sarkozy, provoquent l'incompréhension de la société civile mexicaine. Le président du Mexique, Felipe Calderón, intervient pour exposer la position de son pays et répondre aux critiques françaises.
Au cours d'une séance au Sénat, Michèle Alliot-Marie, ministre des Affaires étrangères, évoque l'affaire dans une longue intervention. L'ambassadeur du Mexique en France, présent dans l'hémicycle, quitte son siège en signe de protestation, chose exceptionnelle pour un ambassadeur en place. Les déclarations de part et d'autre débouchent sur une crise diplomatique entre la France et le Mexique en février 2011.
Nicolas Sarkozy décide de dédier l'année du Mexique à Florence Cassez, impliquant d'évoquer son sort au début de chaque manifestation et en présence d'un officiel mexicain, à la suite de quoi le Mexique se retire des célébrations, prévues à partir du 15 mars 2011, protestant qu'on associe un événement culturel à « une personne condamnée par la justice mexicaine ».
Selon Le Figaro, le personnel politique français dénonce presque unanimement la position du Mexique et approuve les pressions françaises, à l'exception de rares personnalités, comme Christian Vanneste ou Robert Badinter. Pour le premier, « le respect dû à la légitime fierté mexicaine, en même temps que la prudence nécessaire pour obtenir des résultats, ont cédé devant une arrogance nationale que le Mexique a déjà connue à l'époque de Napoléon III », tandis que le second déclare : « Plaçons-nous du côté cette fois-ci du Mexique et des autorités mexicaines. Voilà une jeune femme qui a été accusée, jugée, condamnée. À tort ou à raison, ce n'est pas à nous de le dire ». À l'inverse, d'autres médias, tels que TF1, remarquent que « la stratégie adoptée par Paris sur le cas de Florence Cassez soulève également critiques et interrogations en France, de la part de l'opposition mais également au sein de la majorité », et citent les positions de Jean-Marc Ayrault sur le respect dû au Mexique, ou François Bayrou sur la « diplomatie brutale » de la France.

### Annulation de la condamnation par la cour suprême du Mexique
Après le rejet du recours en amparo, les avocats de Florence Cassez saisissent la Cour suprême du Mexique, qui accepte de statuer sur cette affaire. Arturo Zaldívar Lelo de Larrea, juge à la Cour suprême du Mexique, est désigné comme rapporteur.
Le 7 mars 2012, l'affaire prend un tournant, avec la diffusion d'un rapport de 145 pages du juge Zaldívar, qui demande la libération « immédiate et absolue » de Florence Cassez, au motif que des témoins ont modifié leur version après avoir visionné une mise en scène l'incluant (effet de suggestion), de plusieurs irrégularités de procédure et de violations de ses droits fondamentaux lors de son arrestation et de l'instruction de l'affaire. Il est reproché notamment aux forces de police d'avoir organisé une arrestation mise en scène devant les caméras, de ne pas l'avoir présentée au parquet dans un délai de deux heures, et de ne pas avoir immédiatement prévenu le consulat de France.
Mais les cinq juges de la Cour suprême ne parviennent pas à une majorité en mars 2012 : trois juges sur cinq étaient favorables à une annulation du jugement mais seulement deux (Arturo Zaldívar et Olga Sánchez Cordero) ont voté pour une libération immédiate, et un autre (José Ramón Cossío) a voté pour un renvoi devant une autre cour d'appel.
Face à ce blocage, la Cour suprême nomme Olga Sánchez comme rapporteuse chargée de proposer un nouveau projet de décision et renvoie l'affaire à une date ultérieure.
Le 23 janvier 2013, la Cour suprême, composée de cinq juges, annule la condamnation en appel à soixante ans de prison du 4 mars 2009 et ordonne sa libération, deux d'entre eux ayant prononcé le renvoi en appel de l'affaire, et trois autres sa libération immédiate,.
Cette décision étant définitive, Florence Cassez quitte aussitôt le Mexique pour la France.

## Après le retour en France
Florence Cassez se marie en 2013 avec un Mexicain, Fausto Avilla, rencontré pendant sa détention, ils ont une petite fille prénommée Fleur en 2015 et divorcent en février 2016. En juin 2018, elle ouvre un restaurant à Dunkerque, Les Gens Heureux, avec son mari,
Elle réclame un total de 36 millions de dollars de dédommagement à plusieurs personnalités mexicaines.

## Relance de la procédure
Le 9 décembre 2019, le « superpolicier » mexicain Genaro García Luna est arrêté à Dallas (Texas) par le FBI. La justice américaine le soupçonne d'avoir protégé, une décennie durant, le puissant cartel de Sinaloa. Genaro Garcia Luna est le responsable ayant autorisé l'arrestation de Florence Cassez. De plus, la situation politique a évolué au Mexique. Le gouvernement mexicain actuel dit aujourd'hui que le gang de ravisseurs, Los Zodiacos, auquel aurait appartenu Florence Cassez n'a probablement jamais existé.
Grâce à ces nouveaux éléments, Florence Cassez relance sa demande de dédommagement .

## Chronologie de prises de position et soutiens

### En France
- 7 mai 2008 : les parents de Florence Cassez sont reçus à l'Élysée par Nicolas Sarkozy.
- 26 décembre 2008 : au Parlement français, 168 députés dont trois anciens gardes des Sceaux réclament la libération de Florence Cassez[75],[76].
- 12 septembre 2009 : Florence Cassez intervient sur France 5 en direct dans l'émission Revu et corrigé[77] de Paul Amar.
- 15 septembre 2009 : diffusion d'une entrevue radiophonique de Florence Cassez au Canada[78].
- 24 septembre 2009 : Ingrid Betancourt, lors de la remise du Prix du courage au féminin attribué par Reporters sans frontières et Radio-Canada et remis par la Gouverneure générale du Canada, a lancé un appel pour la libération de Florence Cassez qu'elle a appelée sa « sœur Florence »[79].
- 8 décembre 2009 : rassemblement devant l'ambassade du Mexique à Paris à l'initiative des parlementaires du Nord-Pas-de-Calais. Ses parents, son avocat, le président du comité de soutien et un parlementaire sont reçus par l'ambassadeur du Mexique[80].
- 26 mars 2010 : Florence Cassez est interviewée par Michel Labrecque dans l'émission Desautels[81].
- 27 avril 2010 : Serge Grouard, maire d'Orléans et député du Loiret, interroge le gouvernement à l'Assemblée nationale sur la situation de détresse de Florence Cassez[82].
- 30 avril 2010 : Florence Cassez est faite citoyenne d'honneur de la ville d'Orléans[83].
- 6 mai 2010 : une manifestation de type « flashmob » rassemble plus de 300 personnes à Lille. Les sportifs emmenés par la perchiste Vanessa Boslak sont arrivés en courant sur la place du Général-de-Gaulle. À leur arrivée des musiciens jouent sous la direction du chef d'orchestre Jean-Claude Casadesus. Sont en outre présents : Jacques Gaillot, le ministre Marc-Philippe Daubresse, la sénatrice et ex-ministre Michelle Demessine et le député Thierry Lazaro. Il s'agit de la première manifestation populaire d'une telle envergure.
- 7 octobre 2010 : Anne Hidalgo, première adjointe au maire de Paris, reçoit officiellement les parents de Florence Cassez à l'Hôtel de ville de Paris. Elle les assure du « plein soutien des élus parisiens » et s'insurge contre l'oubli dont elle pourrait être victime[84].
- 15 février 2011 : Chantal Brunel, une députée UMP de Seine-et-Marne, déclare à la suite de la prise de position du président français : « ce n'est pas parce qu'on est Français à l'étranger qu'on est innocent »[85].
- 9 octobre 2012 : le groupe de musique français La Jarry sort un album intitulé Marques d'amour mettant en musique une chanson que Florence Cassez a écrite durant sa détention : Marques d'amour[86].
- 24 janvier 2013 : Florence Cassez atterrit à l'Aéroport Paris-Charles-de-Gaulle et est reçue par le ministre des Affaires étrangères Laurent Fabius.
- 20 juillet 2013 : Florence Cassez se marie avec Fausto, un franco-mexicain qui faisait partie de son comité de soutien, à Dunkerque, à la mairie du quartier de Malo, devant le maire Michel Delebarre[87].
- 11 février 2015 : Florence Cassez donne naissance à une petite fille prénommée Fleur.

### Au Mexique
- 9 mars 2009 : selon l'AFP, lors de son voyage au Mexique, Nicolas Sarkozy a rencontré Maria Elena Morera, l'ex-présidente de Mexico Unido contra la Delincuencia[88] (Le Mexique uni contre la délinquance), et Isabel Miranda de Wallace, du Movimiento Blanco[89] (Mouvement blanc) et de Alto al Secuestro[90] (Halte au kidnapping), dont un fils a été enlevé et tué. Celles-ci auraient déclaré que « la procédure judiciaire mexicaine a été totalement régulière » et qu'elles n'étaient pas d'accord avec une éventuelle réduction de peine de la Française en cas de transfert vers la France[91].
- Fin novembre 2010 : Florence Cassez reçoit deux soutiens au Mexique, celui de la Conférence des évêques du Mexique[92], qu'il faut situer dans le contexte historique (voir Guerre des cristeros Guerre de Réforme et Lois de Réforme) et politique actuel au Mexique, ainsi que celui d'Ignacio Morales Lechuga, ancien procureur général et ancien ambassadeur du Mexique en France, qui se déclarent convaincus de l'innocence de Florence Cassez[93].
- 10 février 2011 : des ONG, dont Alto al Secuestro et Causa Común, se disent prêtes à prouver la culpabilité de Florence Cassez devant la Cour interaméricaine des droits de l'homme (CIDH).
- 15 février 2011 : dans un article de El Universal paru le 15 février 2011, l'écrivain mexicain Carlos Fuentes a comparé le comportement du président français dans cette affaire à celui d'un Trujillo, à un dictateur de république bananière, et a suggéré que le président français utilise l'affaire Florence Cassez de façon politique dans le but d'améliorer sa popularité, en baisse dans les sondages[94].
- 16 février 2011 : Cuauhtémoc Cárdenas défend la position du Mexique et ne veut pas que la culture mexicaine serve de prétexte à la présence virtuelle d'une délinquante condamnée par les tribunaux et Miguel Alemán Velasco, président de l'événement « L'année du Mexique en France », déclare que le président français « a commis une grave erreur » en prenant une décision « unilatérale » qui amène à utiliser « L'année du Mexique en France » comme un tribunal pour résoudre l'affaire Florence Cassez[95]. Isabel Miranda de Wallace, présidente de l'association Alto al Secuestro, déclare dans une interview au journal 20 minutes : « Je suis sûre à 100 % qu'elle est coupable » et critique les propos du président Nicolas Sarkozy, qu'elle juge « excessifs et disproportionnés »[52].
- 21 février 2011 : selon l’hebdomadaire Proceso, la justice mexicaine aurait subi de fortes pressions politiques dans l’affaire Florence Cassez. Le secrétaire du président Felipe Calderón, Roberto Gil Zuarth, aurait rencontré le président de la Cour suprême et trois magistrats du septième tribunal de Mexico le 10 février, quelques heures avant que ce tribunal émette son verdict concernant le pourvoi en cassation déposée par la Française. « Si Cassez est déclarée innocente, cela entraînera non seulement la chute du Secrétaire de la Sécurité Publique Genaro García Luna, mais cela contribuera à réduire à néant la lutte du gouvernement contre le crime organisé », aurait déclaré Roberto Gil Zuarth[96]. Le journal ajoute que les magistrats nient avoir participé à une réunion de ce type[97].
- 7 mars 2012 : le juge Arturo Zaldívar, rapporteur de la Cour suprême du Mexique, propose la libération « immédiate et absolue » de Florence Cassez[98].
- 23 janvier 2015 : Florence Cassez, avec l'aide de son avocat Me Hurtado, porte plainte contre le gouvernement mexicain et réclame la somme de 36 millions d'euros de dommages et intérêts.
- 30 janvier 2015 : un juge fédéral mexicain s'est déclaré incompétent sur le dossier de sa demande d'indemnisations. Sa plainte a été rejetée.
- Le 1er août 2025 les autorités mexicaines annoncent qu'un juge a acquitté Israel Vallarta Cisneros[2].

## Documentaire
Après avoir été l'une des affaires judiciaires les plus controversées enregistrées en 2005, ce fait divers a fait la une des journaux parmi les médias français et mexicains. Netflix a publié un documentaire en cinq parties basé sur le livre «Una Novela Criminal» de Jorge Volpi.